# Joža Čop
Joža Čop, slovenski alpinist, gorski reševalec in železar, * 27. marec 1893, Jesenice, † 28. junij 1975, Jesenice.

## Življenje in delo
Oče mu je bil Anton, mati mu je bila Marija (roj. Markizeti).
V jeseniški žični valjarni je bil zaposlen 46 let. Po smrti K. Juga je postal vodilni slovenski alpinist. preplezal je večino pomembnih sten v naših gorah, od tega triglavsko severno steno več kot 300-krat. Med Čopove prvenstvene vzpone v Julijcih, katerih je opravil 24, vsekakor sodi Čopov steber v severni steni Triglava (1945 v navezi z Pavlo Jesih). Največ vzponov je opravil v navezi z M. Potočnikom in S. Tominškom, ki je v našem alpinizmu dobila ime zlata naveza. Bil je gorski reševalec, planinski vodnik in pionir zimskega alpinizma. Kot plezalec in igralec je nastopal v filmih V kraljestvu Zlatoroga (režija J. Ravnik; 1931) in Triglavske strmine (režija Ferdo Delak; 1932). 
Leta 1940 mu je ministrstvo, pristojno za šport, s sedežem v Beogradu, podelilo medaljo sv. Save V. reda (Slovenec, 14. 12. 1940). Za alpinistično delo je leta 1970 prejel Bloudkovo priznanje.
Poznana je njegova legendarna izjava maršalu Titu ob dnevu mladosti: "Dragi maršal! Dolgo nam živi in ostani nam zdrav kot planinski kozel". Tito ga je objel, in rekel, da ima rad ljudi, ki ne govorijo veliko.